# Josef Šural

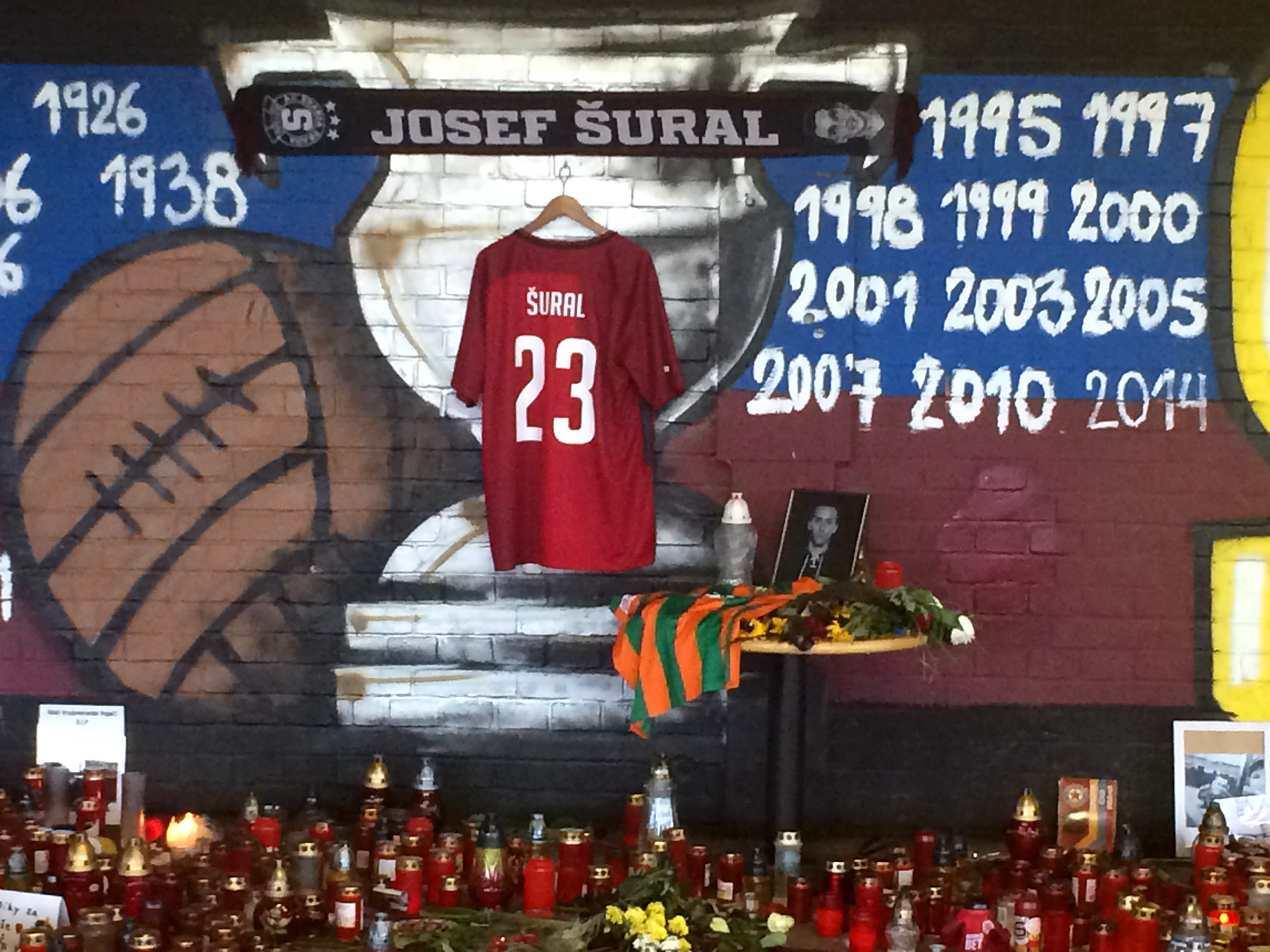
Sural megemlékezése

Josef Šural (Šakvice, 1990. május 30. – Alanya, 2019. április 29.) cseh válogatott labdarúgó. 

## Pályafutása

### Klubcsapatokban
Pályafutását a Šakvice és a Brno csapataiban kezdte. A 2010-2011-es idényt megelőzően szerződött a Slovan Liberechez. Itt alapemberré vált, a következő szezonban 28 bajnoki mérkőzésen lépett pályára a cseh élvonalban, a Liberec pedig bajnoki címet szerzett. 2012 augusztusában a České Budějovice kapusának ollózó mozdulattal lőtt gólját az év találatának választották a Česká Televize szavazásán.
A 2012-2013-as idényben pályára lépett az Európa-liga play-offjában is az ukrán FK Dnyipro elleni párharc során. A hazai találkozón 2-2-es döntetlen született, a visszavágón a Dnyipro kétgólos győzelmet aratva jutott az Európa-liga főtáblájára.
A 2013–2014-es Európa-liga sorozatban a Liberes már bejutott a csoportkörbe, ott pedig a német Freiburg és a többszörös címvédő spanyol Sevilla FC mellett is kiharcolta a továbbjutást. 2013. szeptember 3-án Šural lőtte csapata első gólját a portugál Estroil elleni találkozón. A cseh csapat a legjobb tizenhat közé kerülésért rendezett fordulóban a holland AZ Alkmaar ellenében maradt alul.
A 2014-2015-ös szezonban kupagyőztes volt a Libereccel. 2014. augusztus 30-án, a hatodik bajnoki fordulóban, a Baník Ostrava ellen mesterhármast szerzett.
2016 nyarán a Sparta Praha szerződtette. A klub színeiben 67 bajnokin húsz alkalommal volt eredményes az ott töltött két szezonban. 
2019 januárjában igazolt a török Alanyasporhoz.

### A válogatottban
A cseh válogatottban 2013-ban mutatkozott be. Részt vett a 2016-os Európa-bajnokságon, ahol egy csoportmérkőzésen lépett pályára. Összességében húsz mérkőzésen szerepelt, és egy gólt szerzett.

## Halála
2019. április 28-án a Kayserispor otthonában elért 1–1-es döntetlent követően Šural és hat csapattársa nem a csapatbusszal, hanem egy bérelt kisbusszal indult vissza a több mint 600 km-re lévő Alanyába, nem messze a várostól azonban balesetet szenvedtek. Šural sérülései olyan súlyosak voltak, hogy a kórházba szállítást követően elhunyt.

## Sikerei, díjai
- Liberec
  - Cseh bajnok: 2011–12
  - Cseh kupagyőztes: 2014–15

## Statisztika

### Góljai a válogatottban
|    | Időpont           | Helyszín                               | Ellenfél  | Gólok | Eredmény | Kiírás                                       |
| -- | ----------------- | -------------------------------------- | --------- | ----- | -------- | -------------------------------------------- |
| 1. | 2015. október 13. | Amsterdam Arena, Amszterdam, Hollandia | Hollandia | 2–0   | 3–2      | 2016-os labdarúgó-Európa-bajnokság selejtező |